# Senegalia mellifera
Senegalia mellifera (Benth.) Seigler & Ebinger, 2010 è una pianta della famiglia delle Fabacee, che cresce nelle aree aride dell'Africa e della penisola arabica.

## Descrizione

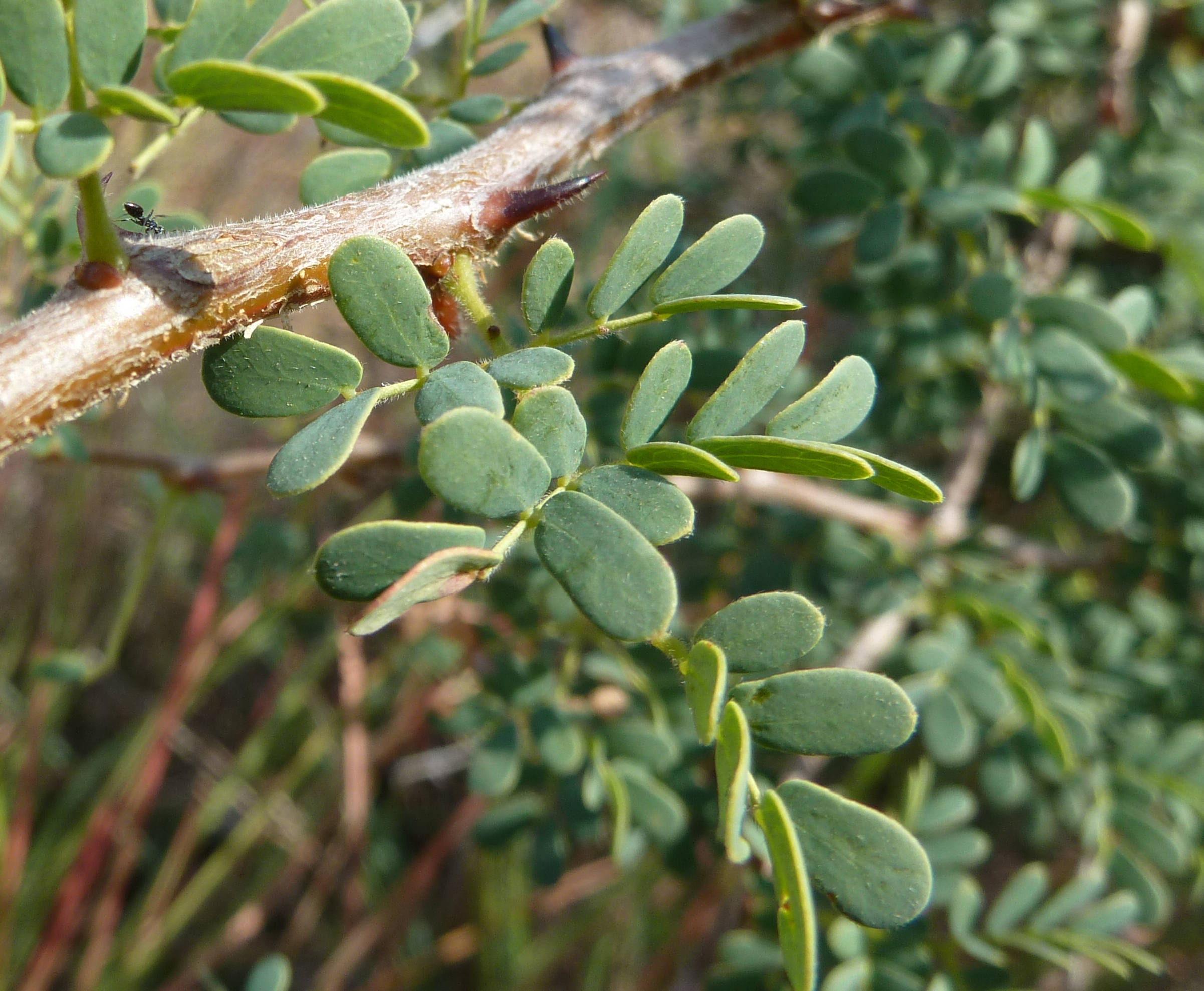
Foglie

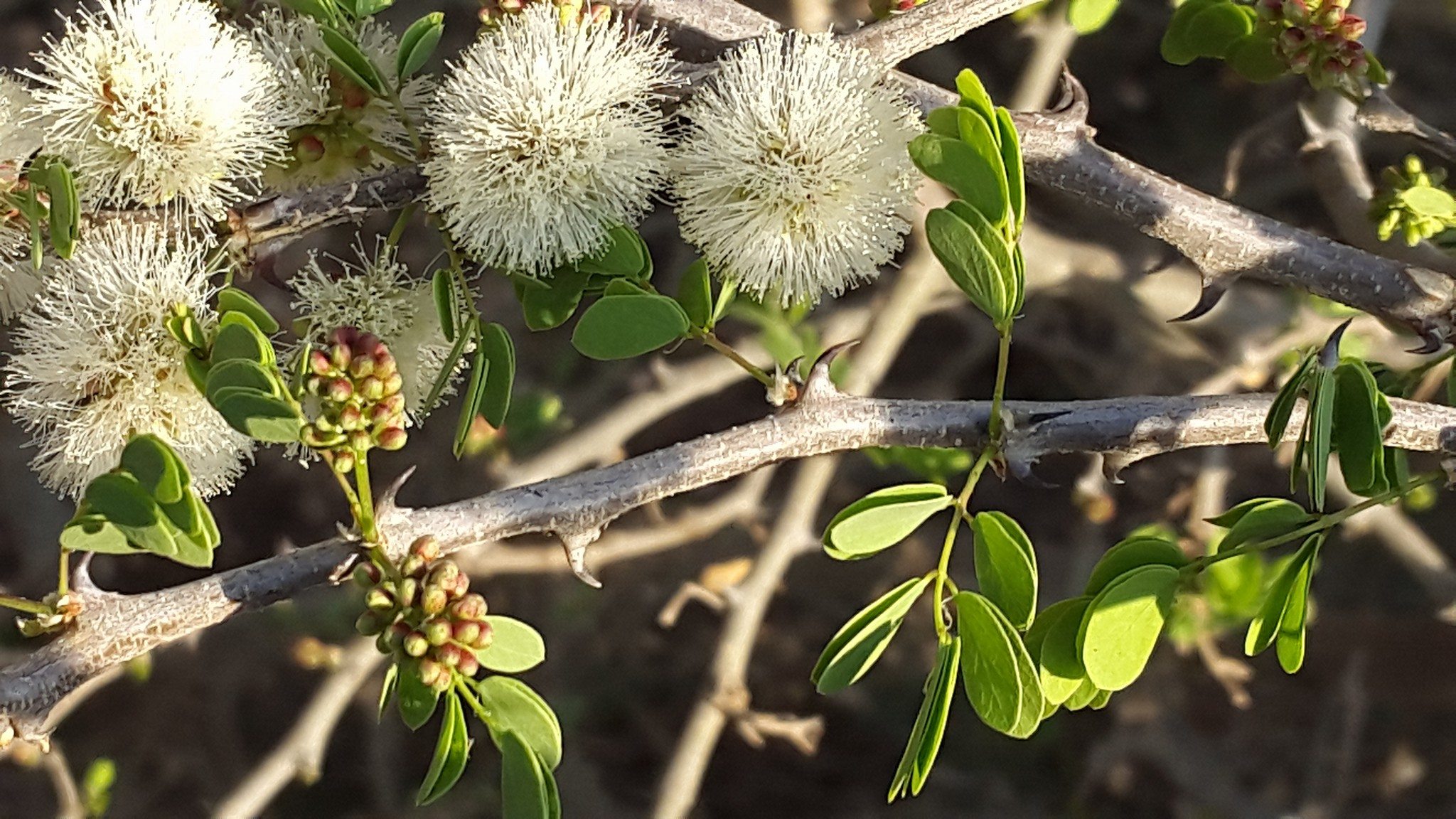
Infiorescenze

Si può presentare sia come cespuglio o arbusto multi tronco alto fino a sette metri o come un tronco singolo che può raggiungere un'altezza massima di nove metri. Può formare un boschetto impenetrabile. In alcune zone dell'Africa, è considerata una specie invasiva in quanto può espandersi e coprire vaste aree di terreni agricoli.

## Distribuzione e habitat
La specie è diffusa in Angola, Botswana, Ciad, Eritrea, Etiopia, Kenya, Namibia, Oman, Arabia Saudita, Somalia, Sudan, Tanzania, Uganda, Yemen, Zambia, Zimbabwe.
È presente anche in Mozambico e Sudafrica.

## Usi
In Africa, viene utilizzata come recinzione, mangime per il bestiame e materiale da costruzione per le capanne. I fiori sono fonti di nettare per le api produttrici di miele. Il legno è apprezzato per la produzione di carbone. È ampiamente usato nella medicina tradizionale africana.
La pianta contiene in piccole quantità una sostanza psicoattiva nota come dimetiltriptammina.
Questo albero è un'importante risorsa alimentare per i bovini e gli animali selvatici, specialmente nelle aree aride dell'Africa. Le foglie e i rami più giovani sono molto nutrienti e contengono un'alta percentuale di proteine. I fiori sono spesso mangiati dai kudu. Le foglie di acacia mellifera possono costituire una parte importante delle diete caprine.